# Dichaea rendlei
Dichaea rendlei är en orkidéart som beskrevs av Henry Allan Gleason. Dichaea rendlei ingår i släktet Dichaea och familjen orkidéer. Inga underarter finns listade i Catalogue of Life.